# The Devil's Advocate
The Devil's Advocate (prt: O Advogado do Diabo; bra: Advogado do Diabo) é um filme teuto-estadunidense de 1997 dos gêneros terror, drama e suspense, dirigido por Taylor Hackford, com roteiro de Jonathan Lemkin e Tony Gilroy baseado no romance homônimo de Andrew Neiderman.

## Sinopse
Kevin Lomax, advogado de uma pequena cidade da Flórida, que nunca perdeu um caso, é contratado por John Milton, dono da maior firma de advocacia de Nova York. Kevin passa a receber um alto salário e a contar com diversas mordomias, porém sofre a desaprovação de sua mãe, Alice Lomax, uma fervorosa religiosa.
No início, tudo parece correr bem, mas logo Mary Ann, esposa de Lomax, passa a sentir saudades de sua antiga casa e ter visões demoníacas. No entanto, Kevin, empenhado em defender as causas de seus clientes, entre eles um acusado de triplo homicídio, dá pouca atenção à mulher, enquanto seu misterioso chefe parece sempre saber como contornar cada uma das situações que perturbam o jovem advogado.

## Elenco
- Keanu Reeves como Kevin Lomax
- Al Pacino como John Milton
- Charlize Theron como Mary Ann
- Judith Ivey como Alice Lomax
- Jeffrey Jones como Ed Barzoon
- Connie Nielsen como Christabella Andreoli
- Craig T. Nelson como  Alexander Cullen
- Heather Matarazzo como  Barbara
- Tamara Tunie como Jackie Heath
- Ruben Santiago-Hudson como Leamon Heath
- Debra Monk como  Pam Garrety
- Laura Harrington como  Melissa Black
- Pamela Gray como  Diana Barzoon
- George Wyner como  Meisel
- Don King como ele mesmo
- Roy Jones, Jr como ele mesmo
- Delroy Lindo como Phillipe Moyez
- Chris Bauer como  Lloyd Gettys
- Bill Moor como juiz da Flórida

## Prêmios e Indicações

### Prêmios
Saturn Awards
- Melhor Filme de Horror: 1997[6]

### Indicações
MTV Movie Awards
- Melhor Vilão: Al Pacino (1998)[7]

## Ligações Externas
- The Devil's Advocate. no IMDb.